# Cane corso
A Cane corso vagy olasz masztiff egy olasz eredetű kutyafajta, bulldog típusú. Erőteljes,  nagyon kiegyensúlyozott és magabiztos. Családi környezetben nagyon védelmező és toleráns, különösen a gyerekekkel szemben, ami elengedhetetlen a szocializációs folyamathoz élete első hónapjaiban.
Az ókorban a marhák őrzésére használták az olasz vidékeken. Jelenleg sokoldalú fajta, nagy intelligenciával rendelkezik, és képes őrző- , rendőr-, vadász- és kísérőkutyaként funkcionálni, mivel nagyon ragaszkodik gazdájához.
Egy nagyon magabiztosnak kinéző állat és a testalkata is eléggé izmos

## Testfelépítés
A cane corso közepesen nagy kutya, erős, de nem zömök testfelépítéssel. Háta egyenes, széles és igen izmos. Széles mellkasa ugyancsak izmos, az elülső része előreugrik, a farok viszonylag magasan tűzött. Azokban az országokban, ahol ez megengedett, a farkát általában megkurtítják, de nem túl rövidre. A csonkot a kutya nyugalmi helyzetben lelógatja, de járás közben a hátával egy vonalban vagy kissé még magasabbra emelheti. Lábai egyenesek, ízületei szépen kirajzolódnak. A cane corso mancsa macskaszerű, a hátsó mancs valamivel hosszabb az elsőnél. Az enyhén ívelt, izmos nyakon alig látható lebernyeg, keresztmetszete ovális alakú. A koponya a fülek között széles és enyhén boltozatos. A tarkó eléggé gyengén fejlett. A stop határozott. Az ajkak erősek, a felsők általában rálógnak az alsókra, szemből nézve fordított U alakúak. A közepes nagyságú szemek tekintete éber és értelmes. A fülek arányosak a fejjel, háromszögletűek és lelógnak. A cane corso kissé alsó harapású fajta. Szőrzete rövid, fényes és sűrű, nem lehet puha tapintású. A cane corso fekete színben, különféle sárga, vörös és szürke árnyalatokban, valamint csíkos színezettel ismert. A fekete vagy fehér maszk nem nyúlhat a szemek mögé. A mellkason, mancsokon és az orr körül kis fehér foltok lehetnek.

## Jelleme
A cane corso bátor, kiegyensúlyozott, értelmes, mozgékony kutya. A családjával szemben gyengéd és hűséges. A kifutóban való tartásra nem nagyon alkalmas. Figyelmes, családját védelmező kutya, és ha igazi veszély fenyeget, a hangját is kiereszti. A gyerekekkel jól megfér, idegenekkel szemben viszont gyanakvó, csak a gazdája jelenlétében hajlandó megtűrni őket. Ha megfelelő volt a szocializációja, a háziállatokkal sincs gondja. Más kutyákkal szemben általában harcias. A cane corso magas szintű kiképzése elengedhetetlen ahhoz, hogy kellően az irányításunk alatt tartsuk. A domináns kutya csak akkor hallgat a gazdájára, ha tiszteli és elfogadta, mint falkavezér. A jól nevelt cane corso nyugodt és kimért, csak akkor vesz fel védelmező magatartást, amennyiben valódi fenyegetést észlel.

## Méretei
1. Marmagasság: kan: 64–68 cm, szuka: 60–64 cm
2. Testtömeg: kan: 50-65 kg, szuka: 40–50 kg
3. Táplálékigény: 1200-1440 g/nap
4. Alomszám: 4-10 kiskutya
5. Várható élettartam: 10-14 év

## Megjegyzés
A cane corso általában könnyen és gyorsan tanul, de nem kezdőknek való kutya. Gazdának az olyan, természetes tekintéllyel rendelkező személy a legalkalmasabb, aki emellett nyugodt is. Ha a kölyköt következetes módon, harmonikus környezetében nevelik fel, nagyobb a valószínűsége annak, hogy kiegyensúlyozott, megbízható kutyává fejlődik. Nem kell attól félni, hogy emiatt romlanak őrző-védő képességei, az őrzésre való hajlam a fajta veleszületett tulajdonsága, és az állat mindig cselekszik, ha szükséges. Kölyökkorában hosszabb időt kell tölteni a más kutyákhoz való szoktatásával, máskülönben könnyen nekiugorhat fajtársainak, hogy bebizonyítsa erejét. A cane corso egészen mostanáig csak társként tartották, bár voltak, akik a kutyás sportokban is meglepően jó eredményeket értek el vele.